# اشرفیه الوادی
اشرفیه الوادی (به عربی: أشرفیة الوادی) یک روستا در سوریه است که در استان ریف دمشق واقع شده‌است. اشرفیه الوادی ۲٬۱۰۱ نفر جمعیت دارد.